# حزقيال أنطونيو لوبيز
حزقيال أنطونيو لوبيز (15 يونيو 1952 - 29 يونيو 2004) هو ملاكم مكسيكي.